# سقوط امپراطوری
سقوط امپراطوری رمانی به قلم ریچارد روسو است که در سال ۲۰۰۱ منتشر شد. این فیلم در سال ۲۰۰۲ برنده جایزه پولیتزر برای ادبیات داستانی شد و داستان مایلز رابی را در یک شهر خیالی و کوچک در میان مردم، مکان‌ها و گذشته اطرافش به عنوان مدیر غذاخوری امپایر گریل دنبال می‌کند.

## طرح
این داستان در شهر کوچک رو به زوال و تقریباً ورشکسته امپایر فالز، مین اتفاق می‌افتد، داستان مدیر بی‌تجربه امپایر گریل، مایلز رابی است که زندگی خود را در این شهر گذرانده‌است. شهر و زندگی مایلز تا حد زیادی توسط ویتینگ‌ها کنترل می‌شود، خانواده ای ثروتمند که صاحب کارخانه‌های محلی و دارایی‌های زیادی هستند.